# Maze Runner: The Scorch Trials
Maze Runner: The Scorch Trials (titulada Maze Runner: Prueba de fuego en Hispanoamérica y El corredor del laberinto: Las pruebas en España) es una película estadounidense de ciencia ficción, suspense y acción dirigida por Wes Ball como adaptación cinematográfica del libro The Scorch Trials (2010), segundo de la trilogía de The Maze Runner, escrita por el autor estadounidense James Dashner. Protagonizada por Dylan O'Brien, Kaya Scodelario, Thomas Brodie-Sangster, Ki Hong Lee, Rosa Salazar, Jacob Lofland y Giancarlo Esposito, la película estrenó el 18 de septiembre de 2015 en los Estados Unidos bajo la distribución de 20th Century Fox.
El filme contó con reseñas dispares por parte de los especialistas, quienes alabaron las escenas de acción y las actuaciones de Dylan O'Brien y Aidan Gillen, pero desaprobaron el guion y la poca exploración de los personajes. En el sitio Rotten Tomatoes tuvo una aprobación del 49%, mientras que en Metacritic recibió 43 puntos. Comercialmente, resultó ser un éxito, al recaudar más de 310 millones de dólares estadounidenses, cinco veces su presupuesto de 61 millones. Fue lanzada en formato DVD y Blu-ray el 15 de diciembre de 2015.

## Sinopsis
El filme sigue nuevamente la historia de Thomas, quien junto a los demás habitantes del área ha conseguido escapar con vida del laberinto. Al sospechar que han sido engañados, muestran su desagrado por las constantes pruebas a las que son sometidos y deciden escapar una vez más, esta vez adentrándose en un desierto con altas temperaturas plagado de cranks y otros misterios, hasta que finalmente descubrirán la verdad.

## Argumento
Maze Runner: The Scorch Trials comienza con Thomas (Dylan O'Brien) soñando sobre su niñez cuando estaba siendo trasladado por CRUEL hacia sus cuarteles luego de que su madre lo entregase para la realización de las pruebas. El sueño continúa con él nuevamente dentro del elevador del laberinto, hasta que se despierta en medio de un alboroto, donde el grupo de soldados que los había rescatado, lo traslada junto a su grupo a su base del desierto, que es acechada por cranks, personas que ya cuentan con «la llamarada» / «la quemadura» en etapa avanzada. Una vez dentro, es trasladado junto a su grupo, conformado por Teresa (Kaya Scodelario), Minho (Ki Hong Lee), Newt (Thomas Brodie-Sangster), Sartén (Dexter Darden) y Winston (Alexander Flores), a una habitación donde se les da de comer. Más tarde, conocen a Janson (Aidan Gillen), quien los traslada a unos laboratorios donde se les realizan exámenes de sangre y condición física. Janson interroga a Thomas en una charla privada para saber qué puede recordar acerca de CRUEL, hasta que lo traslada a una cafetería donde se reencuentra con su grupo y conoce a más jóvenes que también habían sido enviados a diferentes laberintos. Teresa se separa del grupo y es llevada junto a otros jóvenes para la realización de más pruebas. Thomas y el resto son trasladados a una habitación sellada. En medio de la noche, Aris Jones (Jacob Lofland) irrumpe en la habitación y se escurre por los canales de ventilación junto a Thomas para tratar de descubrir adónde fueron llevados. Ambos ven a un grupo de soldados y científicos ingresando camillas a una habitación. Al día siguiente, Thomas continúa sospechando y arma un alboroto para poder robar una de las tarjetas de acceso. Nuevamente se escurre por los canales de ventilación junto a Aris y ambos consiguen entrar a la habitación, donde descubren varias criaturas y cuerpos humanos entubados. Janson irrumpe en la habitación y conversa en una transmisión con Ava Paige (Patricia Clarkson), quien reclama la concentración de todos los jóvenes para un traslado, ya que se encuentran bajo amenaza de El Brazo Derecho.
Al descubrir que quienes los rescataron son en realidad los mismos miembros de CRUEL, Thomas y Aris regresan rápidamente a su habitación y escapan de la base junto a los demás, incluyendo a Teresa. Siendo cazados por los guardias, consiguen esconderse en un centro comercial abandonado, donde se arman de suministros como ropa para el frío, linternas y pistolas. No obstante, son atacados por una horda de cranks, donde Winston es herido gravemente y se ven obligados a pasar la noche escondidos debajo de unos escombros. Al amanecer, comienzan a atravesar una ciudad en ruinas y planean llegar hasta las montañas. Tras ser azotados por una tormenta de arena, descansan mientras Thomas y Teresa discuten por sus desacuerdos con respecto a las verdaderas intenciones de CRUEL. Debido a su grave condición, Winston decide suicidarse antes que convertirse en un crank, obligando al resto del grupo a continuar sin él. Sin más remedio, prosiguen con su travesía hasta que una noche se ven atrapados en medio de una tormenta eléctrica, donde Minho es alcanzado por un rayo que lo deja inconsciente, aunque no demora mucho en recuperarse. El grupo llega hasta un edificio que está lleno de cranks encadenados. Allí conocen a Brenda (Rosa Salazar) y a Jorge (Giancarlo Esposito), quienes los retienen en su guarida hasta que Thomas les explica su plan de llegar a las montañas y encontrar a El Brazo Derecho. En ello, el edificio es atacado por Janson y los soldados de CRUEL. Entre el alboroto, el grupo consigue escapar, pero Thomas y Brenda se separan.
Thomas y Brenda quedan atrapados en una serie de túneles, donde se encuentran con otra horda de cranks de la que apenas consiguen escapar con vida, aunque Brenda mordida. Ambos caminan por la ciudad hasta que llegan a una fiesta, en la que se supone, debe estar Marcus (Alan Tudyk), alguien que les dirá dónde encontrar a El Brazo Derecho. Para entrar, deben beber una sustancia que resulta ser una droga que provoca alucinaciones, que termina por dejarlos inconscientes. Al despertar, Thomas se ve nuevamente junto al grupo completo, mientras Jorge interroga a Marcus. Ya conociendo el paradero de El Brazo Derecho, el grupo viaja en camioneta hasta las montañas, donde son acorralados por un grupo de soldados hasta que Harriet (Nathalie Emmanuel) y Sonya (Katherine McNamara) reconocen a Aris entre la multitud y permiten que el grupo entre a su base. Una vez allí, conocen a Vince (Barry Pepper), líder de El Brazo Derecho, y a Mary Cooper (Lili Taylor), exmiembro de CRUEL. Tras una discusión, se decide que el grupo puede quedarse, y Brenda es tratada. Al caer la noche, Teresa y Thomas hablan, hasta que ella revela que llamó a CRUEL para darles su ubicación y así pudiesen llevárselos de vuelta y continuar desarrollando la cura. CRUEL llega hasta la base de El Brazo Derecho y se lleva a cabo un enfrentamiento entre ambos bandos, donde finalmente CRUEL retrocede, pero toman a Sonya y a Minho como rehenes, además de llevarse a Teresa. El filme concluye con Thomas asegurando que regresará a los cuarteles de CRUEL para rescatar a Minho y matar a Ava Paige.

## Reparto
| - Dylan O'Brien como Thomas. - Kaya Scodelario como Teresa. - Thomas Brodie-Sangster como Newt. - Ki Hong Lee como Minho. - Dexter Darden como Sartén. - Alexander Flores como Winston. - Jacob Lofland como Aris Jones. - Giancarlo Esposito como Jorge. - Rosa Salazar como Brenda. | - Aidan Gillen como Janson/Hombre rata. - Patricia Clarkson como Ava Paige. - Barry Pepper como Vince. - Nathalie Emmanuel como Harriet. - Katherine McNamara como Sonya. - Lili Taylor como Mary Cooper. - Keith Jardine como Jim. - Tatanka Means como Joe. - Alan Tudyk como Marcus. |

## Producción y lanzamiento

### Preproducción ycasting
El 10 de octubre de 2013, casi un año antes del estreno de The Maze Runner, se anunció que 20th Century Fox había adquirido los derechos del segundo libro de la trilogía, The Scorch Trials. T.S. Nowlin sería nuevamente el encargado de adaptar el guion bajo la dirección de Wes Ball. El 4 de septiembre de 2014, con el temprano éxito que reportó The Maze Runner, 20th Century Fox rápidamente comenzó los preparativos para filmar la secuela. Con la noticia, Dylan O'Brien, Kaya Scodelario, Thomas Brodie-Sangster, Ki Hong Lee y Patricia Clarkson aceptaron desarrollar nuevamente sus roles correspondientes. Al respecto, el director expresó: 

«Tenemos el montaje, tenemos el personal, Dylan [O'Brien] estará de vuelta en un par de semanas, estamos construyendo el set y el guion está siendo escrito [...] Esta vez es como una carrera porque somos cautelosamente optimistas, pero estamos muy emocionados porque estamos a punto de hacer algo mucho más sofisticado, mucho más grande, y [queremos] realmente establecer una saga aquí».

Debido a la inclusión de nuevos personajes en el libro, sería nuevamente necesario realizar un casting. Se anunció que Aidan Gillen haría el papel de Janson («el hombre rata»), Rosa Salazar interpretaría a Brenda, Jacob Lofland a Aris Jones, Giancarlo Esposito a Jorge Gallaparga, Nathalie Emmanuel a Harriet y Katherine McNamara a Sonya. Además, en la película aparecería Mary Cooper (interpretada por Lili Taylor), un nuevo personaje exclusivo para el filme que ayudaría a Thomas y a los habitantes; igualmente, aparecería Vince (interpretado por Barry Pepper), personaje que no aparece sino hasta el tercer libro de la trilogía, The Death Cure.

### Rodaje y adelantos

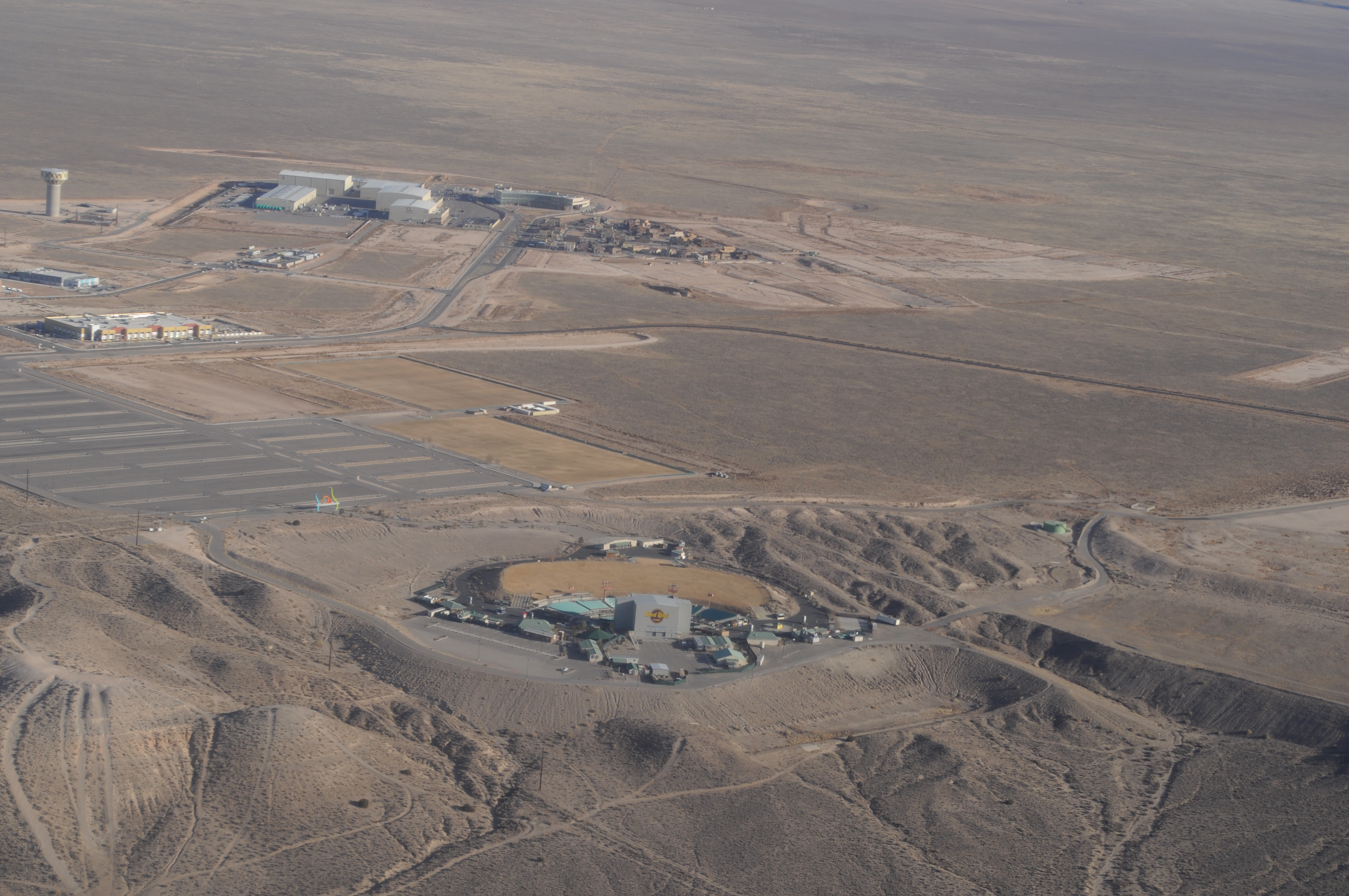
Vista aérea de la Mesa del Sol en Albuquerque, Nuevo México, donde se llevó a cabo la mayor parte del rodaje de la película.

El 25 de julio de 2014, sin siquiera haberse lanzado The Maze Runner, Wes Ball reveló en la Convención Internacional de Cómics de San Diego que las primeras tomas del filme serían rodadas en otoño (hemisferio norte). El rodaje comenzó en octubre en la ciudad de Albuquerque, Nuevo México, específicamente en la Mesa del Sol y en el Winrock Shopping Mall. Para adaptar a los cranks, la Oficina de Filme Estatal de Nuevo México contrató a cerca de 250 personas. El alcalde de la ciudad, Richard J. Berry, dio su apoyo económico a la película ya que consideraba que traería beneficios turísticos. Después de tres meses, Wes Ball anunció mediante Twitter el 29 de enero de 2015 que el rodaje del filme había concluido oficialmente. El 10 de marzo, Entertainment Weekly reveló las primeras imágenes oficiales de la película, donde se veía a los habitantes en las sedes de CRUEL y a Thomas (Dylan O'Brien) en el desierto. En una entrevista, el productor Wyck Godfrey dijo:

«La primera película era sobre el misterio de "¿dónde estamos y qué es este lugar? ¿y podemos salir?". Pero la segunda es sobre la repercusión de salir y descubrir cómo es el mundo en realidad».

Varios rumores acerca del lanzamiento del primer tráiler comenzaron a circular a través de la web. El director explicó en su cuenta de Twitter que el tráiler ya había sido terminado, pero que no sabía con exactitud cuándo sería publicado: «Lo siento, chicos. No controlo cuándo saldrá el tráiler. Solo sé que el estudio tiene sus planes. Verán la gloria dentro de poco». El 23 de abril, durante una exposición en el Coliseo del Caesars Palace de Las Vegas de varios adelantos de filmes de 20th Century Fox como Paper Towns y Spy realizada por CinemaCon, fue mostrado de manera sorpresa el tráiler de la película a la audiencia presente. Otros rumores anunciando que el tráiler saldría el 1 de mayo comenzaron a propagarse a través de Twitter; sin embargo, James Dashner afirmó que no estaba programado para salir ese día, pero sí para mediados del mismo mes. Días más tarde, se anunció que el primer tráiler, el cual tendría una duración de un minuto con cuarenta y cuatro segundos, saldría el 18 de mayo junto con el estreno de Pitch Perfect 2. El día anterior al estreno, Dylan O'Brien concedió una entrevista a MTV donde habló sobre el desarrollo de la película, donde explicó: «Al final del primer filme, algunos habitantes lo lograron. Básicamente ellos descubren que literalmente el mundo ha sido asolado por este virus, llamado la llamarada. Es básicamente The Walking Dead en ese aspecto [...] Este libro es demente, y traemos mucho de eso a la película. Realmente abre este mundo lleno de misterios que nos mostró el primero. Por supuesto, con lo que hizo Wes se vuelve incluso mejor. El filme lucirá genial». En la misma entrevista, Thomas Brodie-Sangster dijo: «Están encerrados en este mundo, y con esta gente que nos dice determinadas cosas. Descubrimos que esas cosas no son necesariamente ciertas, y se trata de nuestra experiencia tratando de entender qué diablos está pasando».
El 18 de mayo, fue revelado el primer cartel promocional del filme; en este, se ve un paisaje desértico con una ciudad en ruinas y algunos habitantes sobrevivientes del laberinto caminando en grupo a través de ella. El eslogan utilizado fue «The maze was just the beginning» (traducible al español como: «El laberinto fue solo el comienzo»). Al día siguiente, estrenó finalmente el primer avance del filme con una duración de un minuto y cincuenta y ocho segundos.

## Recepción

### Recaudación
Tras el éxito de su antecesora, expertos señalaron que Maze Runner: The Scorch Trials podría fácilmente sorprender con un ingreso bruto superior a los 50 millones de dólares estadounidenses en su primer fin de semana, marcando entonces lo que sería el mayor debut del mes. La semana anterior al 18 de septiembre, el filme ubicó la segunda posición en recaudación global con 26.8 millones de dólares (únicamente detrás de Misión: Imposible - Nación Secreta) con 5586 lanzamientos en teatros de 21 países entre Asia y Europa, mostrando un aumento de hasta el 40% en comparación con su antecesora. Concretamente, registró grandes ingresos y debut número uno en países como el Reino Unido ($4.2 millones, aumento del 46% en comparación con The Maze Runner), México ($3.73 millones, aumento del 74%) y Taiwán ($3.49 millones, aumento del 21%). En Singapur y Hong Kong, se convirtió y en el tercer y cuarto mayor debut en un fin de semana por 20th Century Fox.
En los Estados Unidos y Canadá, expertos aseguraron que al tener un público más joven y tratándose de una secuela, los ingresos del filme fluctuarían aproximadamente entre los 35 millones de dólares con lanzamientos en 3790 salas, permitiendo así que debutase en el número uno, superando a su vez a Black Mass, que sería su principal competencia. Sin embargo, expertos de Box Office Mojo predijeron menores resultados para la película debido a las numerosas críticas negativas, aunque igualmente estimaron que superaría a Black Mass, pero con una mínima diferencia de apenas 100 mil dólares, que se debería al mayor lanzamiento que tendría. En su primer fin de semana, lideró la taquilla con 30.3 millones de dólares, 2.2 millones menos que su antecesora. Aunado a los 78 millones del resto del mundo, la película superó su presupuesto (61 millones) en solo dos semanas. Mundialmente, recaudó un total de $312 325 103, más de cinco veces su presupuesto.

### Respuesta crítica
Maze Runner: The Scorch Trials contó, al igual que su antecesora, con críticas dispares entre los especialistas. En el sitio Rotten Tomatoes, tuvo una aprobación del 48% sobre la base de 155 reseñas recopiladas (equivalente a 5.4 puntos de 10) con el resumen: «Maze Runner: The Scorch Trials ofrece un paquete cargado de acción superior al de su antecesora, aunque la entrega aún se mantiene en la sombra de las mayores adaptaciones para adultos jóvenes». En el mismo sitio, recibió una aprobación del 61% sobre la base de la opinión de más de 54 000 usuarios. Por otra parte, en Metacritic acumuló 43 puntos de 100 en promedio de 29 reseñas recopiladas. Henry Fitzherbert del diario británico Daily Express la calificó con tres puntos de cinco y alabó la acción presente, pero no aprobó el guion ni la falta de exploración en los personajes. Mark Kermode de The Guardian también otorgó tres estrellas de cinco y aclamó la actuación de Aidan Gillen y Patricia Clarkson, aunque igualmente mencionó de forma negativa la falta de personajes, ahora con el vacío de Will Poulter. Igualmente, Stephen Kelly de Games Radar lo evaluó con tres estrellas de cinco y aclamó la nueva faceta de la saga, que ahora mostraba más acción con una atmósfera sangrienta y siniestra; aunque, mencionó que incluso con dichos elementos, el guion necesitaba un mejor desarrollo, que mantuviese la esencia de misterio de su antecesora. Helen O'Hara de Empire explicó que pese a que puede ser inconclusa, nunca llega a aburrir; la calificó con tres estrellas de cinco y solo la recomendó para aquellos que habían visto la anterior y planeaban ver la siguiente. Andrew Barker de Variety resumió su reseña diciendo que el filme tiene mucho que mostrar con un suspenso de horror y supervivencia, pero que concluye en una secuela demasiado confusa.
La escritora Katherine Pushkar de New York Daily News la puntuó con tres estrellas de cinco y escribió: «Siendo la segunda parte de una trilogía, tienes la difícil tarea de avanzar en la historia y concluir con la tercera, pero sin hacer creer a los espectadores que los estás obligando a ver la secuela. Maze Runner: The Scorch Trials lo hace bastante bien. Termina a una altura similar a la de Los juegos del hambre: en llamas (2013) y Star Wars: Episode V - The Empire Strikes Back (1980)». El periódico San Jose Mercury News escribió que aunque el guion solo da vueltas en círculos, el filme sigue siendo entrenido y la actuación del elenco se destaca, aclamando especialmente la de Dylan O'Brien. Su calificación fue de tres puntos y medio sobre cuatro. Kevin P. Sullivan de Entertainment Weekly pese a haber criticado fuertemente el guion, desde la pérdida de la esencia de la primera película hasta la inclusión de zombis, aprobó las escenas de alta tensión a lo largo del filme, pero que igualmente comparó con otras sagas para adultos jóvenes ya conocidas. El crítico Roger Moore de Movie Nation la calificó con dos estrellas de cuatro, y aseguró que a pesar de que la adición de nuevos personajes le añade credibilidad a la cinta, al final solo termina siendo «una película más de zombis». Travis Hopson de Examiner.com le dio tres estrellas de cinco y aprobó el hecho de que la película se basara más en el misterio y la intriga que en «estúpidas historias de amor adolescente», imponiéndola favorablemente sobre Divergente (2013). Sin embargo, afirmó que al haberse enfocado más en balas y explosiones que en laberintos y enigmas, perdió su distinción en comparación con otras sagas para adultos jóvenes. Brian Truitt de USA Today puntuó el filme con tres de cuatro y destacó como aspecto positivo la química entre los personajes de Thomas, Minho y Newt, que aseguró, es mejor que «los romances adolescentes clichés» de Katniss y Peeta (Los juegos del hambre) y Tris y Cuatro (Divergente). Asimismo, también habló favorablemente de la adición de nuevos personajes como Jorge y Brenda.

### Premios y nominaciones
| Año  | Premiación             | Nominado(s)                                                                       | Categoría                                               | Resultado | Ref.                 |
| ---- | ---------------------- | --------------------------------------------------------------------------------- | ------------------------------------------------------- | --------- | -------------------- |
| 2016 | Annie Awards           | Ronnie Menahem, Pavani Rao Boddapati, Francois Sugny, Leslie Chan y Nicolas Petit | Mejores efectos animados en una película de imagen real | Nominado  | [ 47 ]               |
| 2016 | People's Choice Awards | Maze Runner: The Scorch Trials                                                    | Película de acción favorita                             | Nominado  | [ 48 ]               |
| 2016 | Teen Choice Awards     | Maze Runner: The Scorch Trials                                                    | Película de acción favorita                             | Nominado  | [ 49 ] [ 50 ] [ 51 ] |
| 2016 | Teen Choice Awards     | Dylan O'Brien                                                                     | Mejor actor de película de acción/aventura              | Ganador   | [ 49 ] [ 50 ] [ 51 ] |
| 2016 | Teen Choice Awards     | Kaya Scodelario                                                                   | Mejor actriz de película de acción/aventura             | Nominado  | [ 49 ] [ 50 ] [ 51 ] |
| 2016 | Teen Choice Awards     | Aidan Gillen                                                                      | Mejor villano de película                               | Nominado  | [ 49 ] [ 50 ] [ 51 ] |
| 2016 | Teen Choice Awards     | Dylan O'Brien y Thomas Brodie-Sangster                                            | Mejor química en película                               | Ganador   | [ 49 ] [ 50 ] [ 51 ] |

## Secuela
El 4 de marzo de 2015, 20th Century Fox confirmó que también se realizaría una adaptación para The Death Cure, último libro de la trilogía principal de The Maze Runner, y T.S. Nowlin se encargaría nuevamente de realizar el guion. Igualmente, Wes Ball fue confirmado como director, y previamente había comentado que la película no sería dividida en dos partes, como se había venido haciendo con otras novelas finales como Sinsajo, Leal, Harry Potter y las Reliquias de la Muerte y Amanecer. Por esta razón, el lanzamiento de Maze Runner: The Death Cure fue programado para 12 de enero de 2018.